# Isospin faible
En physique des particules, l'isospin faible sous l'interaction faible correspond à l'isospin sous l'interaction forte. L'isospin faible est habituellement représenté par le symbole Tz ou IW.
| génération 1      | génération 1               | génération 1           | génération 2      | génération 2                  | génération 2           | génération 3     | génération 3                   | génération 3           |
| fermion           | symbole                    | isospin faible         | fermion           | symbole                       | isospin faible         | fermion          | symbole                        | isospin faible         |
| ----------------- | -------------------------- | ---------------------- | ----------------- | ----------------------------- | ---------------------- | ---------------- | ------------------------------ | ---------------------- |
| électron          | {\displaystyle e^{-}\,}    | {\displaystyle -1/2\,} | muon              | {\displaystyle \mu ^{-}\,}    | {\displaystyle -1/2\,} | tau              | {\displaystyle \tau ^{-}\,}    | {\displaystyle -1/2\,} |
| neutrino-électron | {\displaystyle \nu _{e}\,} | {\displaystyle +1/2\,} | neutrino muonique | {\displaystyle \nu _{\mu }\,} | {\displaystyle +1/2\,} | neutrino tauique | {\displaystyle \nu _{\tau }\,} | {\displaystyle +1/2\,} |
| quark up          | {\displaystyle u\,}        | {\displaystyle +1/2\,} | quark charme      | {\displaystyle c\,}           | {\displaystyle +1/2\,} | quark top        | {\displaystyle t\,}            | {\displaystyle +1/2\,} |
| quark down        | {\displaystyle d\,}        | {\displaystyle -1/2\,} | quark étrange     | {\displaystyle s\,}           | {\displaystyle -1/2\,} | quark bottom     | {\displaystyle b\,}            | {\displaystyle -1/2\,} |

Les leptons ne sont pas soumis à l'interaction forte et donc l'isospin n'est pas défini pour eux. Mais tous les fermions élémentaires peuvent se grouper en multiplets sous l'interaction faible, de la même manière que, sous l'interaction forte, l'isospin crée des multiplets de hadrons de particules qui sont imperceptibles. Par exemple :
- en interaction forte, un quark ne se désintègre jamais en un quark du même type. Lors de la désintégration d'un quark, les quarks (u, c, t) de type « u » se désintègrent toujours en quarks (d, s, b) de type « d » et vice versa ;
- en interaction faible, il en est de même pour les deux groupes de leptons : les leptons (chargés) se désintègrent toujours en neutrinos et vice versa.